# Al-Karaji

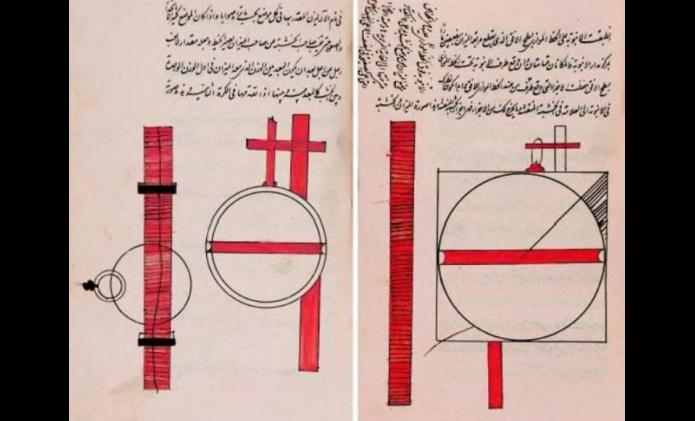
Diagrammen uit Al-Karaji's werk over water

Abū Bakr ibn Muḥammad ibn al Ḥusayn al-Karajī (of al-Karkhī) (circa 953 – circa 1029) was een tiende-eeuws wiskundige en ingenieur die in Bagdad werkte.
Over zijn naam bestaat enige onzekerheid, omdat Arabische teksten uit zijn periode geen diakrieten schreven, zodat de uitspraak deels onzeker is. Al-Karaji zou een afkomst uit de Iraanse stad Karaj verraden, al-Karkhī verwijst naar een wijk van Bagdad als werk- en mogelijk geboorteplaats.
Al-Karaji schreef verscheidene verhandelingen over de wiskunde, waarvan er drie bewaard zijn gebleven: Al-Badi' fi'l-hisab (prachtig over calculatie), Al-Fakhri fi'l-jabr wa'l-muqabala (glorieus over algebra) en Al-Kafi fi'l-hisab (voldoende over calculatie). Al-Karaji bestudeerde de algebra van exponenten, polynomen en over wat later als het binomium van Newton bekend zou staan. Hij werd beïnvloed door het werk van Diophantus en wordt gezien als een van de eersten die de algebra loskoppelden van de geometrie. 
In zijn Inbat al-miyah al-khafiya (de winning van verborgen waters) komt de ingenieur in Al-Karaji tot uitdrukking. In het boek beschrijft Al-Karaji studies op het gebied van hydrologie in het algemeen en de constructie van qanats in het bijzonder. Van het boek is een Iraanse kopie uit 1674 bewaard gebleven en in 1940 werd het voor het eerst gedrukt.
'Abd al-Hamīd ibn Turk · 
Abd-al-Rahman Al Sufi · 
Abū al-Hasan ibn Alī al-Qalasādī · 
Abū Ishāq Ibrāhīm al-Zarqālī · 
Abū Kāmil Shujā ibn Aslam · 
Abu'l-Hasan al-Uqlidisi · 
Abul Wafa · 
Ahmed ibn Yusuf · 
Al-Biruni · 
Al-Chwarizmi · 
Al-Hajjāj ibn Yūsuf ibn Matar · 
Alhazen · 
Al-Jayyani · 
Al-Karaji · 
Al-Khazini · 
Al-Kindi · 
Al-Mahani · 
Al-Majrati · 
Al-Sijzi · 
Hunayn ibn Ishaq · 
Ibn al-Banna · 
Ibn Sahl · 
Ibn Tahir al-Baghdadi · 
Ibn Yahyā al-Maghribī al-Samaw'al · 
Ibrahim al-Fazari · 
Ibrahim ibn Sinan · 
Jabir ibn Aflah · 
Kushyar ibn Labban · 
Mohammed al-Fazari · 
Mohammed ibn Jābir al-Harrānī al-Battānī · 
Nasir al-Din al-Toesi · 
Sinan ibn Thabit · 
Thabit ibn Qurra · 
Ulug Bey · 
Yusuf al-Mu'taman ibn Hud